# Верхняя Канада
Верхняя Канада (англ. Province of Upper Canada) — британская колония в Северной Америке, которая существовала с 1791 года по 1841 год. Находилась на территории современной Канады, на юге провинции Онтарио. Столицей провинции были Ньюарк (1791—1797), а затем Йорк, который был переименован в Торонто в 1834 году.
В XVII—XVIII веках эта территория является частью Новой Франции. По Парижскому договору 1763 года Канада переходит под власть Великобритании. По Квебекскому акту 1774 года берега Великих Озёр присоединяют к провинции Квебек. После признания независимости Соединённых Штатов в Канаду переселяются тысячи американских лоялистов. Поскольку берега реки Святого Лаврентия (современный Квебек) уже были заселены франкоканадцами, большинство новоприбывших осело там, где теперь находится юг провинции Онтарио. Их не устраивало французское законодательство и землеустройство («сеньориальная система»), всё ещё существовавшие в провинции Квебек. Поэтому в 1791 году провинцию Квебек разделили на две части — Верхнюю Канаду и Нижнюю Канаду.
1 февраля 1796 года было принято решение перенести столицу Верхней Канады в Йорк, для уменьшения риска нападения со стороны США.
Верхняя Канада почти полностью англоязычная (в отличие от Нижней, франкоязычной). В 1837—1838 годах в обеих Канадах начинается вооружённая борьба за независимость. В обоих случаях повстанцы терпят поражение. Чтобы уменьшить недовольство населения и ускорить ассимиляцию франкоканадцев, Верхнюю и Нижнюю Канаду объединяют в единую колонию — Объединённую провинцию Канада — и придают ей реальное внутреннее самоуправление. В 1867 году Канада вновь была разделена на Верхнюю (Онтарио) и Нижнюю (Квебек), после чего обе провинции вошли в новообразованную Канадскую конфедерацию, существующую до сих пор.